# Križe (Novo mesto)
Križe is een plaats in Slovenië en maakt deel uit van de gemeente Novo mesto in de NUTS-3-regio Jugovzhodna Slovenija. De plaats telde 139 inwoners op 1 januari 2020.